# Бугров, Николай Александрович

Памятник Бугрову Николаю Александровичу в Нижнем Новгороде на площади Лядова

Никола́й Алекса́ндрович Бугро́в (1837, Нижний Новгород — 16 [29] апреля 1911, Нижний Новгород) — русский купец 1-й гильдии, коммерции советник; младший представитель нижегородских купцов-старообрядцев Бугровых; хлебопромышленник, финансист, домовладелец, крупный благотворитель Нижегородской губернии и один из крупнейших в России.

## Биография
Родился в Нижнем Новгороде в 1837 году (по другим сведениям — в 1839). Происходил из старообрядческой семьи, ведущей род из удельных крестьян Семёновского уезда. Основателем стал «Петр Егоров сын (1782—1859)», который после нескольких лет работы в бурлацкой артели занялся мукомольной деятельностью и строительными подрядами, накопив капитал в миллион рублей. Дело продолжил его сын Александр (1809—1883) — отец Николая Александровича.
Николай Бугров владел Товариществом паровых механических мельниц и был предпринимателем всероссийского масштаба. Журналисты называли его «хлебным королём». Личная жизнь Николая Бугрова складывалась драматично. Овдовев в третий раз и похоронив троих детей, к 36 годам он потерял интерес к роскоши, зажил бобылем, и «всю свою любовь и заботы перенес на бедный люд».
Бугров был фактически светским лидером беглопоповской старообрядческой общины Нижнего Новгорода. Практически всё производство старообрядческих лестовок находилось в руках Бугрова.
Модернизировал производство муки, внедрив вальцовый способ помола. С 1896 года получил право поставлять хлеб для русской армии. Для перевозки хлеба по Волге Бугровым содержался целый флот барж и пароходов.
Мельницы Бугрова в отличие от других мельниц того времени имели паровые двигатели вместо водяного привода, что позволяло повысить их производительность. На них перерабатывались бобовые и зерновые культуры. Муку с этих мельниц можно было приобрести непосредственно у них, на перевалочных пунктах Нижнего Новгорода и сёлах губернии: Павлово, Ворсма, Богородск
Н. А. Бугрову посвящён один из биографических очерков М. Горького («Н. А. Бугров»), И. В. Сталин говорил, что управлять наркоматами необходимо учиться у Бугрова — весь огромный флот для перевозки зерна и муки и практически все мельницы на верхней и средней Волге (не считая местных управляющих) управлялись самим Бугровым, приказчиком и бухгалтером, последний из которых получал 30 тыс. рублей в год (корова стоила 3—5 рублей) и обладал правом пользоваться конюшней Бугрова.

## Благотворительность
Николай Александрович Бугров много времени и средств уделял благотворительности, строительству богаделен, ночлежных домов и тому подобному. Считается, что за свою жизнь он только милостыни раздал около 10 млн рублей.
Он был крупнейшим домовладельцем Нижнего Новгорода. Вкладывал значительные средства в городское строительство, часть дохода от которого регулярно шла на содержание ночлежного дома для босяков, выстроенного его отцом. Кроме того, Бугров завершил начатое отцом строительство в Нижнем Новгороде «Вдовьего дома», выстроил здание Волжско-Камского банка (ул. Рождественская, 27), профинансировал строительство здания Городской думы на Благовещенской площади (в настоящее время — Дворец труда, ул. Б. Покровская, 1).
Ежегодная прибыль предприятия Бугрова делилась примерно в такой пропорции:
- 45 % на нужды города — в основном стройки общественных зданий, домов ночлежных (Рождественская 2), домов призрения (пл. Лядова, 2) и доходных зданий, призванных покрывать расходы для нищих и вдов (Зеленский съезд, 10).
- 45 % на развитие фирмы
- Остальное по личному усмотрению — на собственные нужды, благотворительность и прочее.

На его средства была создана первая центральная канализация, которую переложили лишь в начале 1990-х годов, чтобы увеличить пропускную способность (Похвалинский съезд), и первый водопровод.

## Личная жизнь
Быт Бугрова Н. А. не отличался дороговизной и изобилием. Стены дома были оклеены дешёвыми обоями. На стенах были картины религиозного содержания. Красные углы комнат были с иконами без окладов.
Одевался в кафтан, козловые сапоги, картуз (и зимой, и летом).